# 察布査爾報
察布査爾報（チャプチャルほう、シベ語：ᠴᠠᠪᠴᠠᠯ
ᠰᡝᠷᡣᡞᠨ、転写：cabcal serkin）は新疆ウイグル自治区チャプチャル・シベ自治県で発行されるシベ語の新聞である。
週5日刊で判型はブランケット判である。もともとは1946年に「スルファン・ジルガ社」として創立され、その後1956年に現在の社名となるが、文化大革命により休刊を余儀なくされる。1976年に復刊、現在では唯一のシベ語新聞となっている。
下記外部リンクの新疆錫伯語言学会に、察布査爾報のPDF版が掲載されている。